# Grande colonna di Giove di Magonza

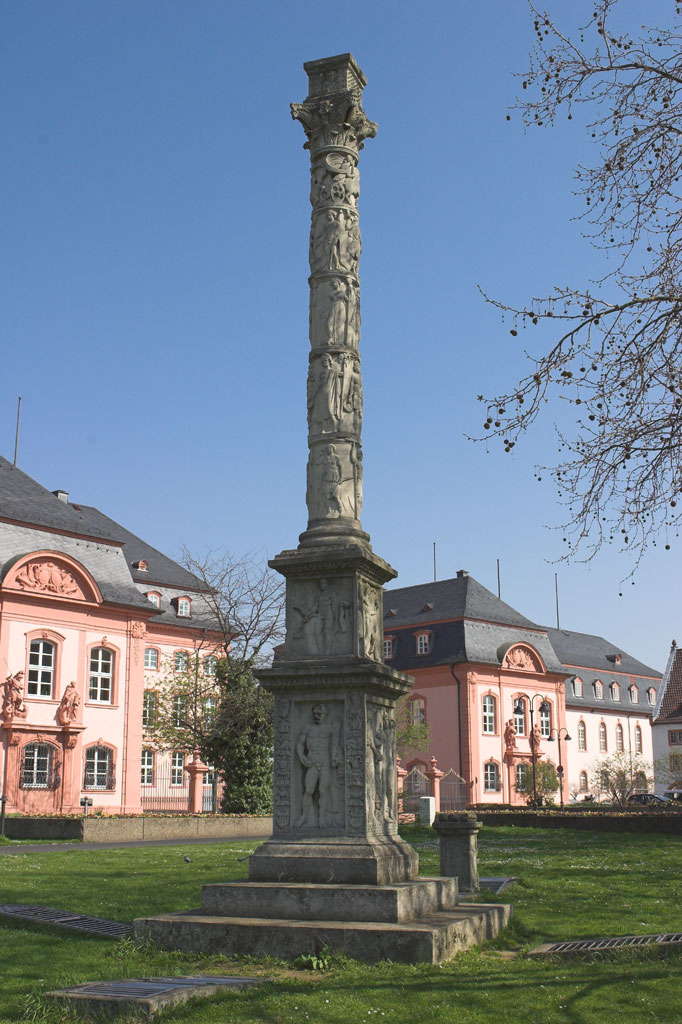
Colonna di Giove di Magonza (replica anteriore a la Deutschhaus (Palazzo dei cavalieri Teutonici), Magonza)

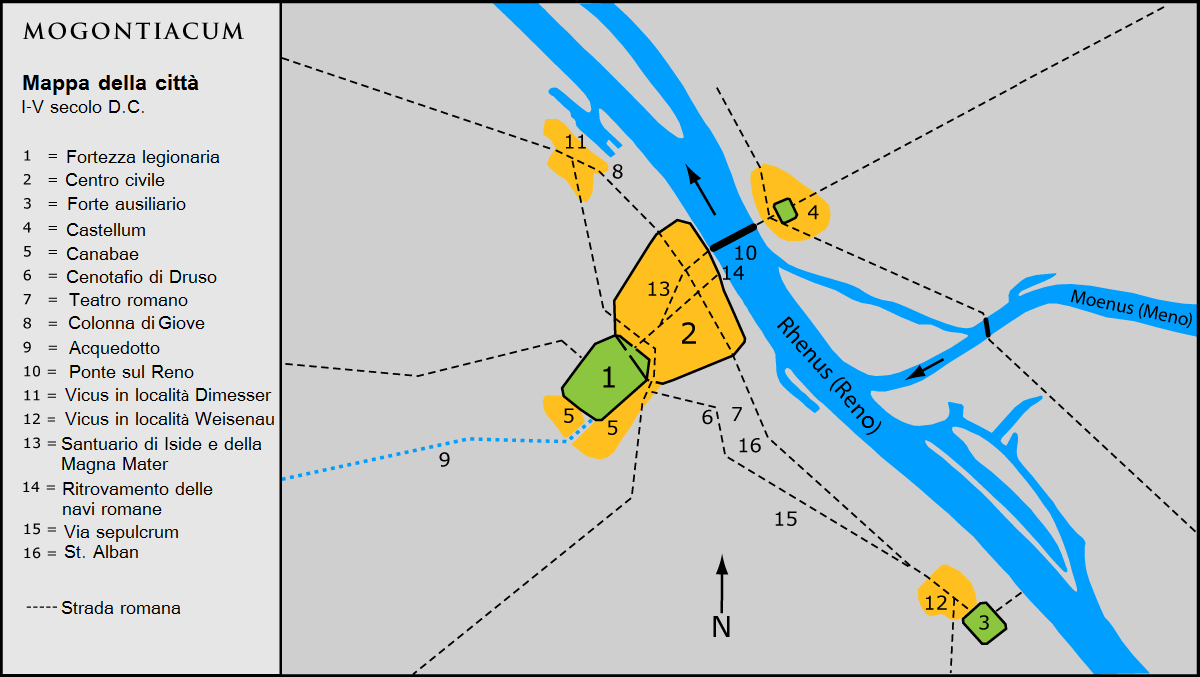
Mappa della città di Mogontiacum

La Grande colonna di Giove è un monumento eretto nella seconda metà del primo secolo a Mogontiacum (oggi Magonza) per celebrare la divinità dei fulmini e dei tuoni Giove. Era collocata davanti alla Deutschhaus.
La Grande colonna di Giove è la colonna di Giove più antica, più grande e più elaborata e fu modello per altre colonne del II e III secolo.
La colonna fu distrutta nel tardo periodo dell'Impero Romano e i resti riscoperti nel 1904/05. Oggi i resti ricostruiti possono essere visitati nel Landesmuseum di Magonza. Copie si trovano nel sito archeologico di Saalburg, a Saint-Germain-en-Laye e a Roma nel Museo della civiltà romana.

## Recupero
Nel dicembre 1904, l'ex direttore del Museo Centrale Romano-Germanico di Magonza, Ludwig Lindenschmit il Giovane, scoprì presso un rivenditore di rottami metallici alcuni frammenti di bronzo: un piede con un sandalo e i resti di un gruppo di saette, parti della grande figura di Giove. Dopo Lindenschmit, il n. 6 di Soemmeringstrasse nella nuova città di Magonza fu identificato come l'origine dei resti. All'inizio del 1905, i resti della colonna di Giove furono trovati a due metri di profondità. In tutto sono stati protetti quasi 2.000 frammenti di varie dimensioni. La loro collocazione portò alla conclusione che la frammentazione della colonna di Giove fosse il risultato di una distruzione sistematica e pianificata, seguita da uno scarico. Lindenschmit, un curatore di fama europea, ha ricostruito la colonna dalle sue rovine. Questo lavoro è stato facilitato dai segni di sfalsamento, dalla successione delle diverse sezioni del pilastro e dalla loro posizione definita.

## Descrizione
La Grande Colonna di Giove è composta da due segmenti: una base di pietra quasi cubica e un pilastro di cinque tamburi di pietra, che si assottiglia leggermente di diametro verso la cima. Il monumento presenta un totale di 28 diverse divinità della mitologia celtica e romana. Alla sommità del pilastro poggia un capitello corinzio ben decorato che sostiene una base cubica in pietra, piedistallo della statua di Giove. La colonna da sola misura 9,14 m. e con i 3,36 m. della grande statua di Giove, la colonna di Giove sale a 12,50 m.. 
Come molti altri monumenti romani a Mogontiacum, è stata realizzata in pietra di Keuper, un calcare proveniente dalla regione di Verdun.

### Il piedistallo
I due blocchi del piedistallo facevano probabilmente parte di una base composita, la cui disposizione è sconosciuta. I quattro lati del piedistallo inferiore mostrano in successione :
- Giove in piedi, tradizionalmente nudo e barbuto, con in mano una folgore e accompagnato da un'aquila,
- Fortuna, dea della fortuna, con la cornucopia e un remo ai suoi piedi, e Minerva, accompagnata da una civetta, simbolo di saggezza.
- Mercurio, il dio del commercio, è chiaramente identificato dall'elmo alato e dal caduceo, e probabilmente Salus, divinità femminile e allegoria della salute, spesso raffigurata con un serpente in posizione eretta.
- Ercole è raffigurato nudo e solo, con la sua clava e la pelle del Leone di Nemea.

La seconda base in pietra mostra Apollo, dio della musica e delle arti, e i due Dioscuri. La faccia della colonna di Giove (la faccia dell'altare) contiene l'iscrizione di fondazione. Oltre alle figure degli dei, ogni faccia è incorniciata da una ricca decorazione.

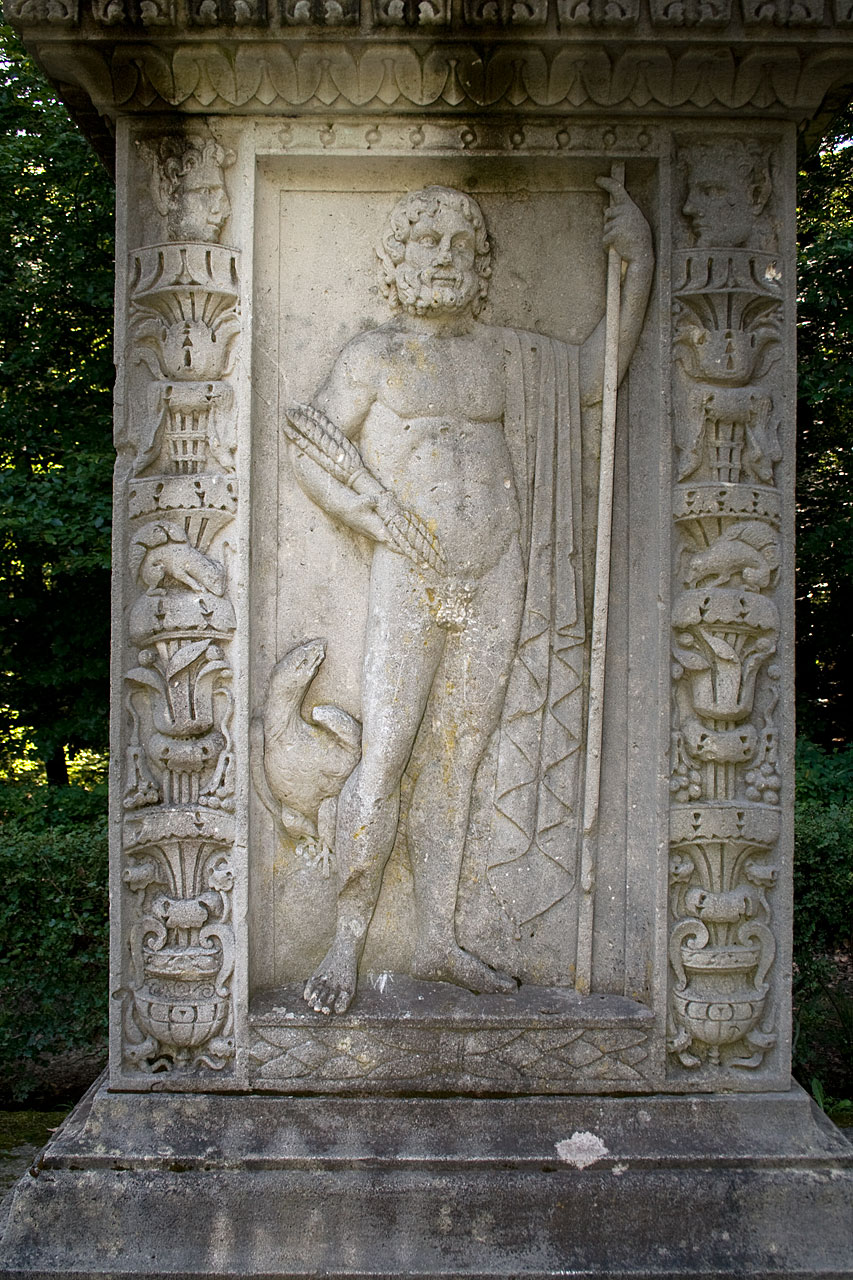
Giove
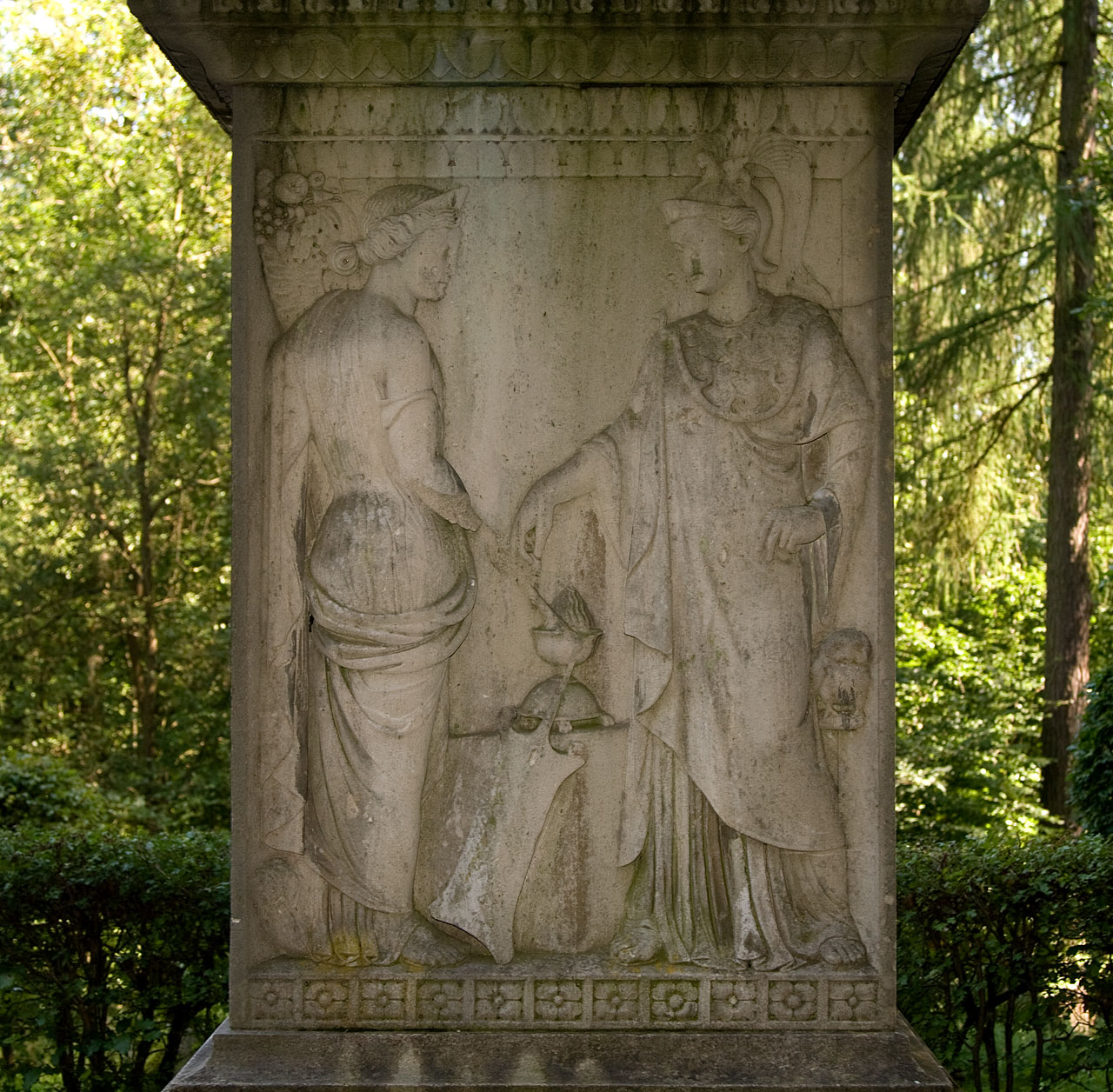
Fortuna e Minerva
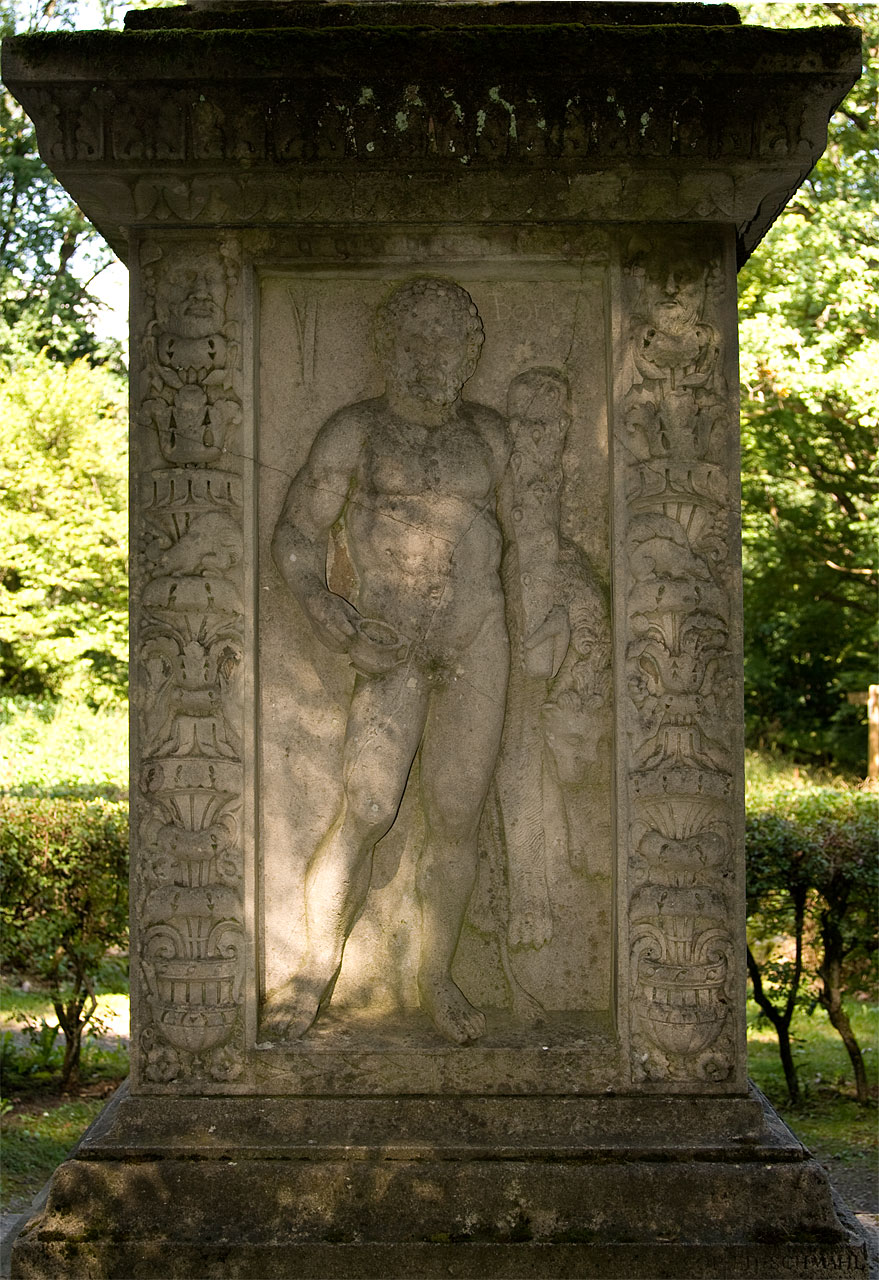
Ercole
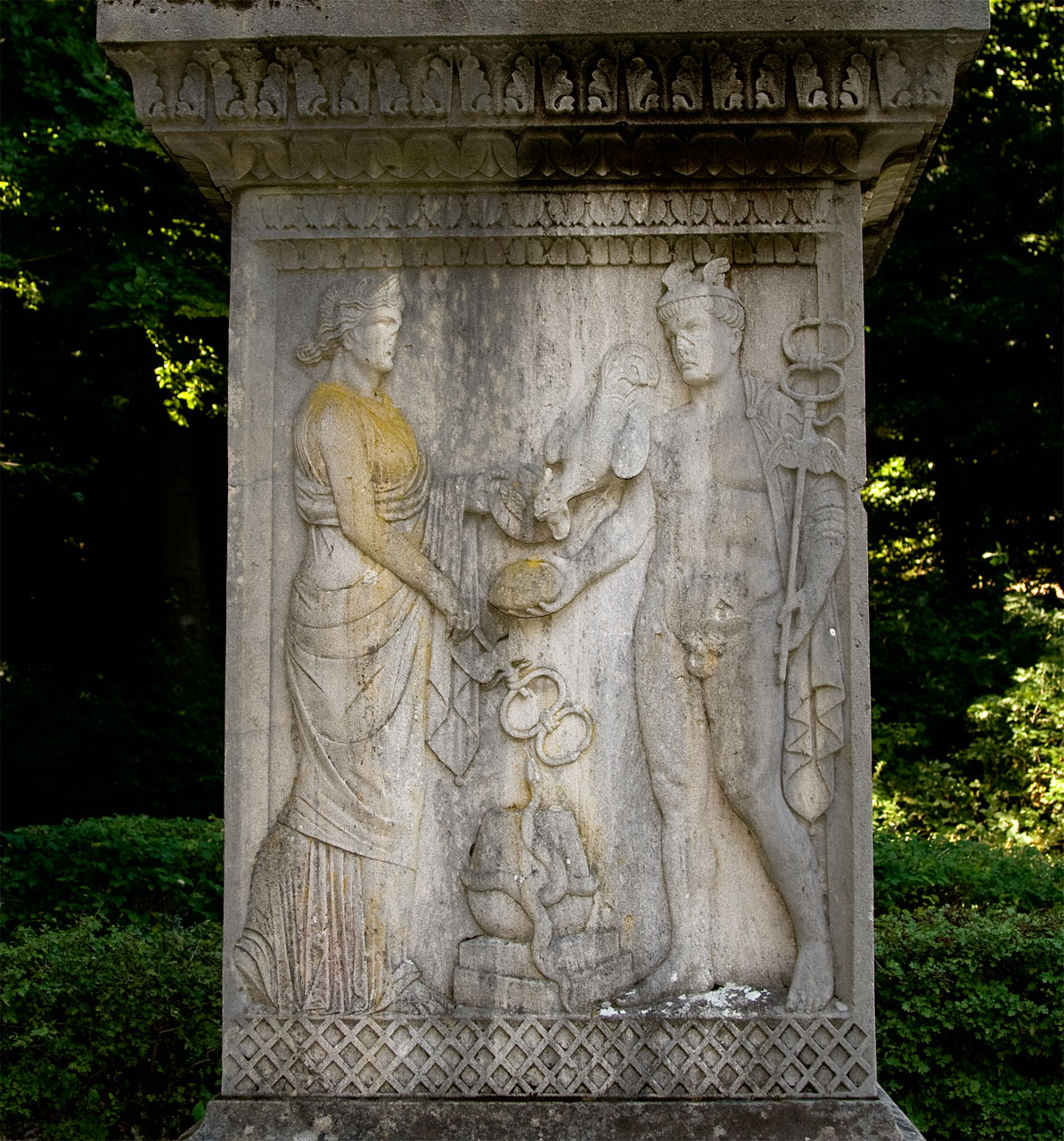
Salus e Mercurio

### I tamburi della colonna

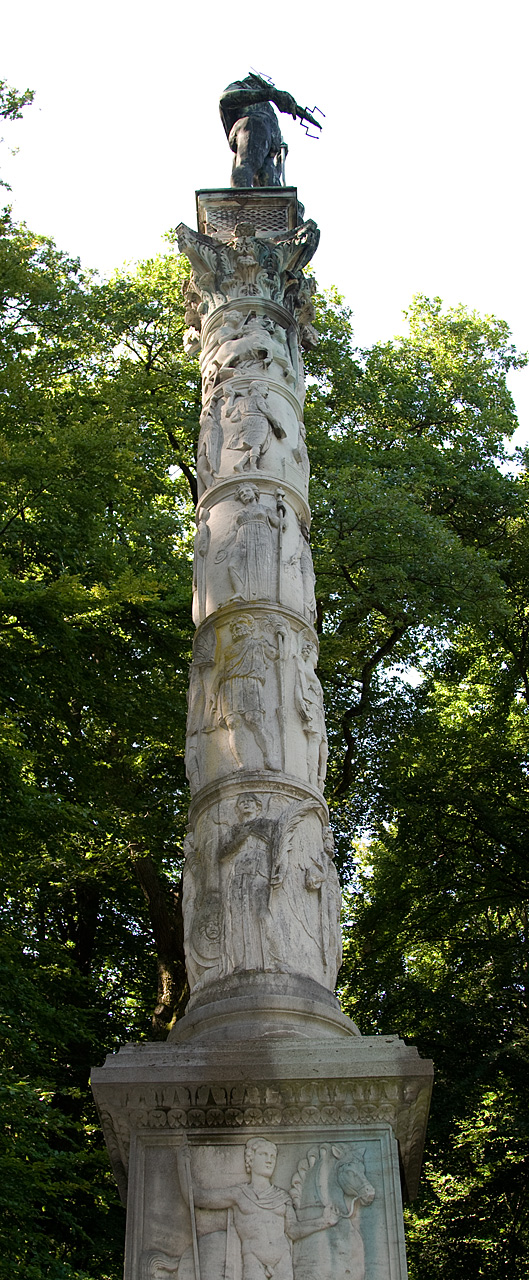
Dettaglio della Grande Colonna di Giove

I tamburi della colonna presentano numerose figure, divinità o personificazioni di qualità o della città, talvolta identificate senza certezza. Partendo dal basso, troviamo le seguenti rappresentazioni:
- Alla base del primo tamburo, il dio Nettuno accompagnato da un piccolo delfino, Diana, la dea della caccia, Vittoria che tiene la palma del vincitore e il dio della guerra Marte che tiene uno scudo a terra.
- Sul tamburo successivo, due figure femminili potrebbero essere identificate come la dea della città di Roma che versa incenso su un piccolo altare con una patera, e Cerere, dea della vegetazione, così come Vulcano, dio della fucina, con il suo martello in mano, e forse Virtus (?), la personificazione del coraggio, che porta la sua spada nel fodero.
- Il tamburo successivo non raffigura alcuna divinità con certezza. Forse la dea della pace Pax, la personificazione della giustizia Aequitas, la dea della casa Vesta e una figura femminile non identificabile.
- Il penultimo tamburo mostra una persona, forse il genio di Nerone, oppure il dio del vino Bacco e due Lari, divinità protettrici della mitologia romana.
- L'ultimo tamburo della colonna presenta Luna, la dea della luna, che guida una biga, e Sol, il dio del sole, che guida una quadriga.